# 大洲北只インターチェンジ

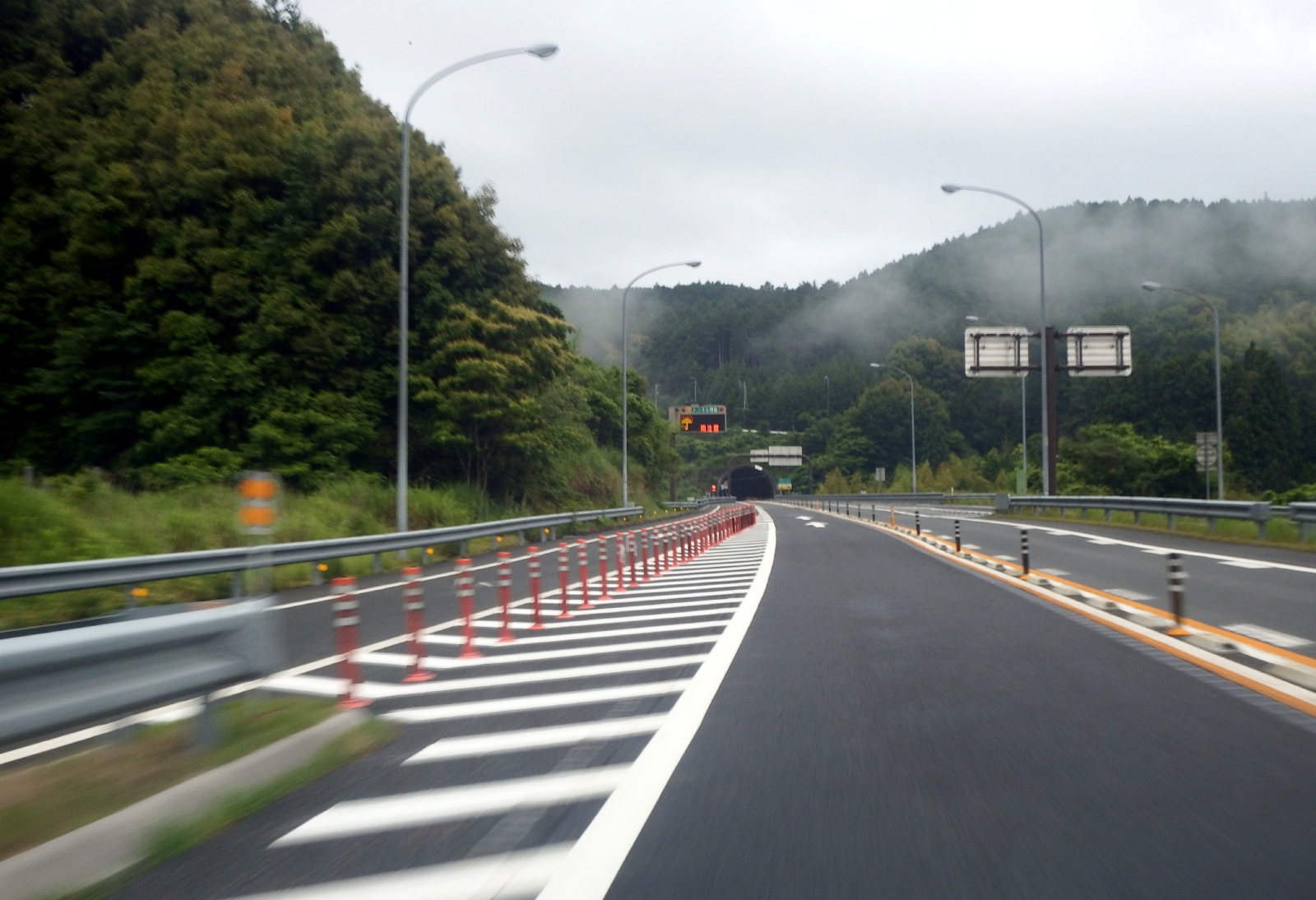
下り線合流部

大洲北只インターチェンジ（おおずきたただインターチェンジ）は、愛媛県大洲市黒木にある、松山自動車道のインターチェンジである。

## 概要
当ICは、津島岩松IC方面出入口のみのハーフインターチェンジとなっている。
大洲IC - 大洲北只IC間は、高速自動車国道に並行する一般国道自動車専用道路の大洲道路であり、通行料金は無料のため当ICには料金所が設置されておらず、大洲松尾料金所（本線料金所）で上下線とも料金の収受を行っている。また、当ICを起点に大洲・八幡浜自動車道が接続する予定となっている。

## 歴史
- 2004年（平成16年）4月17日 : 大洲北只IC - 西予宇和IC間の開通に伴い供用開始し[2]、同時に一般国道56号 大洲道路の大洲南IC - 大洲北只IC間が開通[3]。

## 周辺
- 大洲北只郵便局

## 接続する道路
- 国道197号

## 隣
E56 松山自動車道（ 大洲道路区間を含む）
(20) 大洲南IC - (21) 大洲北只IC - 大洲松尾TB - (22) 西予宇和IC